# Modernizace
Modernizace majetku je podle zákona č. 586/1992 Sb., o daních z příjmů, definována takto: "Modernizací se pro účely tohoto zákona rozumí rozšíření vybavenosti nebo použitelnosti majetku."  Například modernizace výrobní linky znamená pořízení a instalaci novější technologie vyšší kvality, připadně s rozšířeným použitím. Nejedná se o rekonstrukci ani o pouhou opravu či údržbu majetku.
V kontextu společenských věd se jako modernizace označuje zejména přechod od společností tradičního typu k společnosti „moderní“. Tento proces poprvé proběhl spontánně v nejvyspělejších částech západní Evropy v 17. až 19. století a znamenal politický, kulturní i ekonomický přechod od pozdně feudální společnosti podepřené stavovskými privilegii a náboženskou legitimací ke společnosti ústavně řízené, podporující ekonomické i politické svobody a legitimované vůlí lidu. V dalších letech o tento vývojový přechod usilovaly a usilují další společnosti, často cíleně v rámci programů rozvoje řízených jejich elitami (např. atatürkovské Turecko).
Modernizace tedy reprezentuje proces přeměny společnosti, jejímž původním východiskem byl přechod od společnosti tradiční k moderní. Jedná se o přeměnu, která se prolíná všemi podsystémy společnosti, přičemž je to proces endogenní – celá společnost se mění zvnitřku, a to i za přispění importovaných hodnotových orientací.
Někteří teoretici modernizace předpokládají, že nastartovaný ekonomický růst je doprovázen pozitivními změnami v oblasti politiky (demokratizace společnosti), v oblasti kultury (změny hodnot směrem k větší toleranci a empatii) i v dalších oblastech života společnosti.
Mezi projevy modernizace patří industrializace a urbanizace dříve agrárních zemí, vzestup sociální mobility spojovaný s expanzí vzdělání, sekularizace kultury, nastartování vědecko-technického pokroku, tvorba nových státu spojovaná s demokratizací a vzrůstem politické participace, rozšiřování obecně platných hodnot a racionalizace životního stylu. Modernizované společnosti byly v minulosti chápány jako společnosti vlivné, které svou moc uplatňovaly na společnostech tradičních. V posledních desetiletích se však význam pojmu modernizace mění ve všech kontextech svého uplatnění. Rozšiřuje svůj význam na přeměnu, optimalizaci a regulaci sociálních vztahů a inovací, na vývoj technických zařízení, vzdělávání apod. V novějším pojetí představuje modernizace koexistenci racionalizace a kultivace.
Podle Jana Kellera, českého sociologa, je za moderní běžně pokládáno to, co se před našima očima neustále vyvíjí, to, co kontrastuje se stavem věcí minulých, který je považován za nedynamický, strunulý, nehybný a stagnující.
V sociálních teoriích se jako modernizace většinou označují sociální změny zejména větších a komplexnějších sociálních systémů (např. institucí, organizací, asociací, případně i celých společností a státních útvarů). Obecně tedy může být definována jako proces permanentního vykořeňování tzv. starého či přežitého (třeba i toho, co kulturně sedimentovalo poměrně nedávno), a současně jako komplementární proces neustále nově institucionalizované reflexivity.

## Vlastnosti moderní společnosti
Vlastnosti moderní společnosti spoluvytvářejí čtyři procesy – generalizace, individualizace, diferenciace, racionalizace - jejichž souběh je znamením, že moderní společnost je stále více abstraktnější, nesourodější, specializovanější a účelovější.
Generalizace vztahů a hodnot vede k začleňování dílčích kulturních významů pod obecnější. Jednání lidí se tak z velké části orientuje na stále více obecnější a univerzálně platné vztahy, normy a hodnoty. Individualizace znamená výrazný nárůst významu jednotlivce, který snaží vymanit z omezujících pout tradičních sociálních útvarů. Funkční diferenciace je rozdělení moderní společnosti do specializovaných oblastí, jako je ekonomický, politický a sociální sektor, oblast vědy a techniky, sféra kultury apod. Racionalizace je proces uspořádání skutečnosti, díky němuž lze předpovídat a ovládat její vývoj.

## Demokratizace
Vztah mezi demokracií a modernizací je často diskutovaným tématem. Někteří odborníci tvrdí, že demokracie vychází z modernizace, jiní toto tvrzení zpochybňují.
Americký sociolog a politolog Seymour Martin Lipset zastává názor, že všechny různé aspekty ekonomického vývoje – industrializace, urbanizace, majetek a vzdělání – jsou vzájemně tak úzce propojeny, že tvoří jeden hlavní faktor, který politicky koreluje s demokracií.  Tuto Lipsetovu tezi potvrzují demokratické převraty v Jižní Koreji, Tchaj-wanu a Jihoafrické republice. Podle jiných nevede proces industrializace zcela automaticky k demokratizaci země. Modernizace v technické a ekonomické rovině vůbec nemusí vyvolat ty sociální a politické důsledky, jež si od ní lidé slibovali. Ekonomický růst neústí nutně do očekávaných politických změn a proces sekularizace společnosti nerozšiřuje nutně prostor pro demokracii.
Příkladem může být Čína ve 21. století, která neodpovídá modelu, že modernizace znamená současně více lidských práv. Samuel N. Eisenstadt konstatuje, že řada zemí, které vykročily na cestu modernizace, byla po prvních, zdánlivě úspěšných fázích, zachvácena regresem. Tyto země se nestaly moderními, ale nevrátily se však ani jednoduše do tradice. Nastoupily v nich k moci diktátorské režimy, došlo tak návratu na nižší stupeň diferenciace při zachování některých vnějších prvků a symbolů modernity. To postihlo nejen mnoho rozvojových zemí po druhé světové válce, ale například i Německo již po první světové válce.
Například některé průmyslově a ekonomicky vyspělejší státy Jižní Ameriky, jež byly ve shodě s modelem, podle kterého ekonomický vývoj umožňuje a podporuje demokracii, šokovaly nastolením vojenských režimů nebývalé brutality. Ronald Inglehart a Christian Welzel tvrdí, že realizace demokracie nespočívá pouze ve vyjadřování touhy po této formě vlády, ale že se demokracie rodí v důsledku příměsí některých sociálních a kulturních faktorů. Říkají, že ideální společenské a kulturní podmínky pro založení demokracie se zrodily z modernizace a hospodářského rozvoje, které vedou k masové účasti na politickém životě.

## Transformace a rozvoj
Transformace a rozvoj jsou s modernizací úzce spojeny. Transformace je většinou chápána jako proces, který modernizaci provází, soustřeďuje se na přeměnu daného aspektu, který má konečný cíl. Modernizace naproti tomu je neukončitelná, neustále probíhající, bez určení cílového stavu.
Země vyspělé jsou často nahlíženy jako moderní a naopak.Vyspělost země a potažmo modernizace země se pojí s větším úspěchem, mocí či důležitostí na mezinárodním poli, v institucích, či v ekonomickém sektoru, kde mohou být vyspělejší země preferovány jako potenciální tržní partneři ostatních zemí.
Transformace a rozvoj v tradičních společnostech za účelem modernizace jsou však často problematické. Mohou ji provázet násilné a radikální změny, přesto je však většinou považována za smysluplnou kvůli následnému zlepšení životní úrovně, infrastruktury, vzdělání a ekonomické schopnosti dané země.

## Globalizace
Globalizace může být definována jako proces ekonomické, politické, sociální a kulturní integrace. Má tedy vliv na šíření modernizace po celém světě.
Intenzivní globalizaci pohání kupředu především rozvoj technologie. Přístup k ní umožňuje snadnější vývoj společnosti a tedy její modernizaci. Technologie informační a komunikační posílily tempo i rozsah interakcí mezi lidmi po celém světě.
Rozšíření internetu a mobilních telefonů patří k procesům globalizace, díky nimž může být v kontaktu čím dál větší počet lidí, a to i na místech, která byla dříve izolovaná a tradiční komunikační technologie tu příliš nefungovaly.
Pomocí technologie mobilního telefonu jsou propojeny široce rozptýlené populace, což usnadňuje B2B komunikaci a poskytuje přístup k internetu i v dalekých oblastech, což vede ke zvýšení gramotnosti.

## Modernizační teorie
Modernizační teorie je jednou z verzí tržně orientované rozvojové teorie, podle níž se nízkopříjmové státy mohou ekonomicky rozvíjet pouze v případě, že se vzdají svých tradičních zvyků a přijmou moderní ekonomické instituce, technologie a kulturní hodnoty zdůrazňující spořivost a produktivní investování.
Vyvstala z vizí německého sociologa Maxe Webera. Podle nich vývoj všech společností prochází stejnými stádii. Teorie tvrdí, že dnes zaostalé oblasti jsou ve stejné situaci, v níž se v minulosti nacházely oblasti dnes vyvinuté. Tím si však vysluhuje kritiku například z řad zastánců teorie závislosti. Ta tvrdí, že zaostalé země nemohou být pouze primitivní verzí zemí vyvinutých, protože mají vlastní specifické rysy a struktury.

### Kritika
Od roku 1960 je modernizační teorie kritizována řadou vědců. Patří k nim Andre Gunder Frank (1929-2005) a Immanuel Wallerstein (1930). V tomto modelu vyžaduje modernizace zánik původní kultury a její záměnu novou, západnější. Podle jedné z definic slovo moderní odkazuje na současnost. Tím pádem je každá existující společnost moderní. Zastánci modernizace tvrdí, že pouze západní společnost je skutečně moderní a vnímají ostatní jako primitivní nebo nerozvinuté. Tento pohled vidí nemoderní společnosti jako podřadné, přestože by dosahovaly stejného životního standardu. Zastánci opačného názoru tvrdí, že modernizace je nezávislá na kultuře a každá společnost jí může dosáhnout. Japonsko je uváděno jako příklad oběma stranami. Někteří ho vidí jako důkaz, že zcela moderní společnost může existovat i v nezápadní kultuře. Jiní tvrdí, že Japonsko se naopak stalo na základě procesu modernizace západnější kulturou. Kromě toho je tento pohled obviňován z Eurocentrismu. Tím, že modernizace začala v Evropě s příchodem Průmyslové revoluce, Velké francouzské revoluce a Rokem revolucí 1848 byla dlouho považována za dosažení nejpokrokovějšího stádia v Evropě. Antropologové posouvají svou kritiku o krok dál a říkají, že tento pohled je etnocentrický a typický pro západní kulturu.
D. C. Tipps tvrdí, že při spojení s dalšími procesy, které teoretikové používají zaměnitelně (demokratizace, liberalizace, zdokonalování), se tento termín stává nepřesným, a proto těžko vyvratitelným. 
Teorie je empiricky kritizována z důvodu, že modernizační teoretici ignorují externí zdroje změn ve společnostech. Rozlišení mezi tradiční a moderní společností je nepraktické, jelikož jsou často vzájemně provázány a proces modernizace nenastává samostatně.